# X²O Badkamers Trofee 2021-2022
De Trofee veldrijden 2021-2022 (sponsornaam: X²O Badkamers Trofee) was het 35ste seizoen van het regelmatigheidscriterium in het veldrijden. Het klassement werd georganiseerd door Golazo en bestond uit 8 crossen enkel in België. Anders dan bij de Wereldbeker veldrijden en de Superprestige, werd het klassement niet bepaald op basis van punten, maar op de eindtijden, met een maximaal tijdsverlies van 5 minuten (excl. bonificaties). In de uitslagen van de crossen zelf telde wel de tijd waarop gefinisht werd.
De X²O Badkamers Trofee had naast het klassement van de mannen elite nog drie andere klassementen:

- de Soudal Ladies Trophy (vrouwen elite)

- de Trimetal Rookie Trophy (beloften)

- meisjes junioren

## Berekeningswijze eindklassement

### Bepaling aankomsttijd per manche
Per renner werd per manche een tijd bepaald volgens de volgende regels:
- in eerste instantie gold de aankomsttijd
- kreeg een tijd die gelijk is aan die van de winnaar verhoogd met vijf minuten, de renner die
  - met meer dan vijf minuten achterstand aankwam
  - uit de wedstrijd genomen werd om dubbelen te voorkomen
  - de wedstrijd verliet
  - niet aan de start kwam
- volgende bonificaties golden
  - bij de sprint aan het eind van de eerste ronde: winnaar 15 seconden, tweede 10 seconden, derde 5 seconden

### Bepaling eindklassement
Voor het eindklassement werd de som gemaakt van de tijden per manche. Bij gelijkheid van tijd (uren, minuten, seconden) zou de beste uitslag van de renner de doorslag geven. Was die ook gelijk, dan telde de uitslag in de laatste manche.

## Mannen elite

### Kalender en podia
| Datum            | Wedstrijd                                 | Cat. | Eerste                 | Tweede                 | Derde             | Klassementsleider |
| ---------------- | ----------------------------------------- | ---- | ---------------------- | ---------------------- | ----------------- | ----------------- |
| 1 november 2021  | Koppenbergcross, Oudenaarde               | C1   | Eli Iserbyt            | Toon Aerts             | Lars van der Haar | Eli Iserbyt       |
| 27 november 2021 | Caps Urban Cross, Kortrijk                | C2   | Toon Aerts             | Eli Iserbyt            | Corné van Kessel  | Toon Aerts        |
| 30 december 2021 | Azencross, Loenhout                       | C1   | Wout van Aert          | Michael Vanthourenhout | Toon Aerts        | Toon Aerts        |
| 1 januari 2022   | GP Sven Nys, Baal                         | C1   | Wout van Aert          | Tom Pidcock            | Eli Iserbyt       | Toon Aerts        |
| 5 januari 2022   | Herentals Cross, Herentals                | C2   | Wout van Aert          | Tom Pidcock            | Toon Aerts        | Toon Aerts        |
| 22 januari 2022  | Flandriencross, Hamme                     | C1   | Laurens Sweeck         | Toon Aerts             | Eli Iserbyt       | Toon Aerts        |
| 6 februari 2022  | Krawatencross, Lille                      | C1   | Toon Aerts             | Niels Vandeputte       | Lars van der Haar | Toon Aerts        |
| 13 februari 2022 | Brussels Universities Cyclocross, Brussel | C1   | Michael Vanthourenhout | Eli Iserbyt            | Jens Adams        | Toon Aerts        |

### Eindstand
De zwartgemaakte uitslag is reglementair door de UCI geschrapt wegens een positieve dopingcontrole. Toon Aerts werd vanaf 16 februari voor twee jaar geschorst. Of de tijden in de einduitslag hierop zijn aangepast is onduidelijk. Dat maakt ook niet uit, omdat Aerts voorsprong groter is dan de vijf minuten die hij maximaal zou kunnen verliezen.
| Legenda | Legenda | Legenda | Legenda          | Legenda            | Legenda         | Legenda              |
| ------- | ------- | ------- | ---------------- | ------------------ | --------------- | -------------------- |
| 1e plek | 2e plek | 3e plek | binnen 5 minuten | op meer dan 5 min. | niet uitgereden | – (niet deelgenomen) |

| Pos. | Renner                 | Team                                         | OUD | KOR | LOE | BAA | HER | HAM | LIL | BRU | Tijd     |
| ---- | ---------------------- | -------------------------------------------- | --- | --- | --- | --- | --- | --- | --- | --- | -------- |
| 1    | Toon Aerts             | Baloise - Trek Lions                         | 2   | 1   | 3   | 4   | 3   | 2   | 1   | 9   | 8u06'09" |
| 2    | Eli Iserbyt            | Pauwels Sauzen-Bingoal                       | 1   | 2   | 14  | 3   | 9   | 3   | 15  | 2   | + 5'40"  |
| 3    | Michael Vanthourenhout | Pauwels Sauzen-Bingoal                       | 8   | 5   | 2   | 5   | 4   | 6   | 5   | 1   | + 7'55"  |
| 4    | Lars van der Haar      | Baloise - Trek Lions                         | 3   | –   | –   | 7   | 5   | 4   | 3   | 4   | + 14'39" |
| 5    | Tom Meeusen            | CX Team Deschacht-Group Hens-Maes Containers | 6   | 9   | 13  | 10  | 7   | 8   | 4   | 16  | + 15'39" |
| 6    | Laurens Sweeck         | Pauwels Sauzen-Bingoal                       | DNF | 10  | 5   | 9   | DNF | 1   | 10  | 5   | + 16'24" |
| 7    | Jens Adams             | Cycling Team Hollebeekhoeve                  | 9   | –   | 12  | 8   | 6   | DNF | 6   | 3   | + 18'25" |
| 8    | Corné van Kessel       | Tormans-Circus Cyclo Cross Team              | 4   | 3   | 4   | DNF | 10  | 7   | 17  | 19  | + 19'38  |
| 9    | Wout van Aert          | Team Jumbo-Visma                             | –   | –   | 1   | 1   | 1   | –   | –   | –   | + 21'04" |
| 10   | Toon Vandebosch        | Pauwels Sauzen-Bingoal                       | 5   | –   | 10  | –   | –   | 10  | 13  | 11  | + 22'07" |
| 11   | Thijs Aerts            | Baloise - Trek Lions                         | 10  | 7   | 19  | –   | –   | 14  | 7   | 7   | + 22'37" |
| 12   | Tom Pidcock            | INEOS Grenadiers                             | –   | –   | –   | 2   | 2   | 5   | –   | –   | + 23'17" |
| 13   | Felipe Orts            | Burgos-BH                                    | –   | –   | 7   | 11  | –   | 13  | 11  | 13  | + 23'45" |
| 14   | Vincent Baestaens      | CX Team Deschacht-Group Hens-Maes Containers | –   | 4   | 9   | –   | –   | –   | –   | 10  | + 27'01" |
| 15   | Timon Rüegg            | Cross Team Legendre                          | –   | –   | –   | –   | –   | 11  | 14  | 6   | + 27'17" |
|      |                        |                                              |     |     |     |     |     |     |     |     |          |
| 19   | Niels Vandeputte       | Alpecin-Fenix                                | –   | –   | 11  | –   | –   | –   | 2   | –   | + 28'39" |

| Pos. | Prijzengeld |
| ---- | ----------- |
| 1.   | € 30.000    |
| 2.   | € 15.000    |
| 3.   | € 10.000    |
| 4.   | € 5.000     |
| 5.   | € 3.000     |
| 6.   | € 2.000     |
| 7.   | € 1.000     |
| 8.   | € 500       |
| 9.   | € 500       |
| 10.  | € 500       |
| 11.  | € 500       |
| 12.  | € 500       |
| 13.  | € 500       |
| 14.  | € 500       |
| 15.  | € 500       |
| Tot. | € 70.000    |

## Vrouwen elite

### Kalender en podia
| Datum            | Wedstrijd                                 | Cat. | Eerste          | Tweede                     | Derde                      | Klassementsleider |
| ---------------- | ----------------------------------------- | ---- | --------------- | -------------------------- | -------------------------- | ----------------- |
| 1 november 2021  | Koppenbergcross, Oudenaarde               | C1   | Clara Honsinger | Denise Betsema             | Kata Blanka Vas            | Clara Honsinger   |
| 27 november 2021 | Caps Urban Cross, Kortrijk                | C2   | Lucinda Brand   | Ceylin del Carmen Alvarado | Denise Betsema             | Denise Betsema    |
| 30 december 2021 | Azencross, Loenhout                       | C1   | Lucinda Brand   | Denise Betsema             | Shirin van Anrooij         | Denise Betsema    |
| 1 januari 2022   | GP Sven Nys, Baal                         | C1   | Lucinda Brand   | Ceylin del Carmen Alvarado | Denise Betsema             | Denise Betsema    |
| 5 januari 2022   | Herentals Crosst, Herentals               | C2   | Lucinda Brand   | Denise Betsema             | Annemarie Worst            | Denise Betsema    |
| 22 januari 2022  | Flandriencross, Hamme                     | C1   | Lucinda Brand   | Shirin van Anrooij         | Denise Betsema             | Lucinda Brand     |
| 6 februari 2022  | Krawatencross, Lille                      | C1   | Lucinda Brand   | Annemarie Worst            | Ceylin del Carmen Alvarado | Lucinda Brand     |
| 13 februari 2022 | Brussels Universities Cyclocross, Brussel | C1   | Denise Betsema  | Lucinda Brand              | Manon Bakker               | Lucinda Brand     |

### Eindstand
| Legenda | Legenda | Legenda | Legenda          | Legenda            | Legenda         | Legenda              |
| ------- | ------- | ------- | ---------------- | ------------------ | --------------- | -------------------- |
| 1e plek | 2e plek | 3e plek | binnen 5 minuten | op meer dan 5 min. | niet uitgereden | – (niet deelgenomen) |

| Pos. | Renster                    | Team                      | OUD | KOR | LOE | BAA | HER | HAM | LIL | BRU | Tijd     |
| ---- | -------------------------- | ------------------------- | --- | --- | --- | --- | --- | --- | --- | --- | -------- |
| 1    | Lucinda Brand              | Baloise - Trek Lions      | 5   | 1   | 1   | 1   | 1   | 1   | 1   | 2   | 6u18'09" |
| 2    | Denise Betsema             | Pauwels Sauzen-Bingoal    | 2   | 3   | 2   | 3   | 2   | 3   | 7   | 1   | + 2'22"  |
| 3    | Annemarie Worst            | 777                       | 7   | 4   | 4   | 4   | 3   | 4   | 2   | 5   | + 9'14"  |
| 4    | Ceylin del Carmen Alvarado | Alpecin-Fenix             | 6   | 2   | 6   | 2   | 7   | 5   | 3   | –   | + 14'15" |
| 5    | Sanne Cant                 | IKO-Crelan                | –   | 6   | 5   | 6   | 4   | 7   | –   | –   | + 21'38" |
| 6    | Marion Norbert-Riberolle   | Starcasino CX Team        | 13  | 7   | 7   | 15  | –   | 8   | 8   | 4   | + 23'50" |
| 7    | Manon Bakker               | IKO-Crelan                | –   | –   | –   | –   | 6   | 6   | 4   | 3   | + 25'46" |
| 8    | Anna Kay                   | Starcasino CX Team        | –   | 5   | 10  | 12  | –   | 10  | 11  | 8   | + 26'46" |
| 9    | Clara Honsinger            | Cannondale-Cyclocross.com | 1   | 9   | 12  | 9   | 8   | –   | –   | –   | + 27'31" |
| 10   | Aniek van Alphen           | 777                       | –   | –   | 11  | –   | –   | 9   | 5   | 6   | + 28'54" |
| 11   | Shirin van Anrooij         | Baloise - Trek Lions      | –   | –   | 3   | –   | –   | 2   | –   | –   | + 29'11" |
| 12   | Maghalie Rochette          |                           | –   | 8   | –   | 8   | 5   | –   | –   | –   | + 29'31" |
| 13   | Kata Blanka Vas            | Team SD Worx              | 3   | –   | –   | 7   | –   | –   | –   | –   | + 31'31" |
| 14   | Yara Kastelijn             | IKO-Crelan                | 4   | DNF | 8   | –   | –   | –   | –   | –   | + 32'21" |
| 15   | Fem van Empel              | Pauwels Sauzen-Bingoal    | 8   | –   | –   | 5   | –   | –   | –   | –   | + 33'27" |

| Pos. | Prijzengeld |
| ---- | ----------- |
| 1.   | € 30.000    |
| 2.   | € 15.000    |
| 3.   | € 10.000    |
| 4.   | € 5.000     |
| 5.   | € 3.000     |
| 6.   | € 2.000     |
| 7.   | € 1.000     |
| 8.   | € 500       |
| 9.   | € 500       |
| 10.  | € 500       |
| 11.  | € 500       |
| 12.  | € 500       |
| 13.  | € 500       |
| 14.  | € 500       |
| 15.  | € 500       |
| Tot. | € 70.000    |

## Mannen beloften

### Kalender en podia
| Datum            | Wedstrijd                                 | Cat. | Eerste        | Tweede        | Derde               | Klassementsleider |
| ---------------- | ----------------------------------------- | ---- | ------------- | ------------- | ------------------- | ----------------- |
| 1 november 2021  | Koppenbergcross, Oudenaarde               | CU   | Pim Ronhaar   | Cameron Mason | Thibau Nys          | Pim Ronhaar       |
| 27 november 2021 | Caps Urban Cross, Kortrijk                | CU   | Pim Ronhaar   | Cameron Mason | Joran Wyseure       | Pim Ronhaar       |
| 30 december 2021 | Azencross, Loenhout                       | CU   | Thibau Nys    | Mees Hendrikx | Emiel Verstrynge    | Pim Ronhaar       |
| 1 januari 2022   | GP Sven Nys, Baal                         | CU   | Thibau Nys    | Jente Michels | Pim Ronhaar         | Pim Ronhaar       |
| 5 januari 2022   | Herentals Crosst, Herentals               | CU   | Thibau Nys    | Pim Ronhaar   | Victor Van De Putte | Pim Ronhaar       |
| 22 januari 2022  | Flandriencross, Hamme                     | CU   | Joran Wyseure | Cameron Mason | Gerben Kuypers      | Pim Ronhaar       |
| 6 februari 2022  | Krawatencross, Lille                      | CU   | Pim Ronhaar   | Mees Hendrikx | Thibau Nys          | Pim Ronhaar       |
| 13 februari 2022 | Brussels Universities Cyclocross, Brussel | CU   | Pim Ronhaar   | Joran Wyseure | Mees Hendrikx       | Pim Ronhaar       |

### Eindstand
| Legenda | Legenda | Legenda | Legenda          | Legenda            | Legenda         | Legenda              |
| ------- | ------- | ------- | ---------------- | ------------------ | --------------- | -------------------- |
| 1e plek | 2e plek | 3e plek | binnen 5 minuten | op meer dan 5 min. | niet uitgereden | – (niet deelgenomen) |

| Pos. | Renner              | OUD | KOR | LOE | BAA | HER | HAM | LIL | BRU | Tijd     |
| ---- | ------------------- | --- | --- | --- | --- | --- | --- | --- | --- | -------- |
| 1    | Pim Ronhaar         | 1   | 1   | 6   | 3   | 2   | 4   | 1   | 1   | 6u30'22" |
| 2    | Thibau Nys          | 3   | 6   | 1   | 1   | 1   | 5   | 3   | –   | + 7'33"  |
| 3    | Joran Wyseure       | 13  | 3   | 7   | –   | –   | 1   | 4   | 2   | + 15'13" |
| 4    | Anton Ferdinande    | 4   | 5   | 9   | –   | –   | 6   | 5   | 5   | + 17'04" |
| 5    | Cameron Mason       | 2   | 2   | 10  | 4   | –   | 2   | –   | –   | + 17'13" |
| 6    | Mees Hendrikx       | –   | 4   | 2   | –   | –   | –   | 2   | 3   | + 21'10" |
| 7    | Victor Van De Putte | 42  | 11  | 14  | 7   | 3   | 8   | 8   | 14  | + 21'15" |
| 8    | Gerben Kuypers      | 12  | 7   | 11  | 6   | –   | 3   | –   | –   | + 22'26" |
| 9    | Witse Meeussen      | 15  | 10  | 8   | 5   | 6   | –   | –   | –   | + 25'28" |
| 10   | Lennert Belmans     | 14  | –   | 12  | 10  | 4   | 10  | 15  | –   | + 26'15" |
| 11   | Ward Huybs          | 18  | 14  | 20  | 20  | –   | 9   | 6   | 4   | + 26'44" |
| 12   | Jente Michels       | 8   | –   | 5   | 2   | –   | –   | –   | –   | + 26'53" |
| 13   | Loris Rouiller      | 6   | 12  | –   | –   | –   | 7   | –   | –   | + 29'20" |
| 14   | Sander De Vet       | 5   | 8   | 16  | DNF | –   | –   | –   | –   | + 29'47" |
| 15   | Dario Lillo         | 7   | –   | 15  | 8   | –   | –   | –   | –   | + 30'58" |
|      |                     |     |     |     |     |     |     |     |     |          |
| 23   | Emiel Verstrynge    | –   | –   | 3   | –   | –   | –   | –   | –   | + 34'38" |

| Pos. | Prijzengeld |
| ---- | ----------- |
| 1.   | € 2.500     |
| 2.   | € 1.000     |
| 3.   | € 500       |
| 4.   | € 250       |
| 5.   | € 250       |
| Tot. | € 4.500     |

## Meisjes junioren

### Kalender en podia
| Datum            | Wedstrijd                   | Cat. | Eerste          | Tweede             | Derde              | Klassementsleider |
| ---------------- | --------------------------- | ---- | --------------- | ------------------ | ------------------ | ----------------- |
| 30 december 2021 | Azencross, Loenhout         | CJ   | Leonie Bentveld | Vanda Dlasková     | Mirre Knaven       | Leonie Bentveld   |
| 1 januari 2022   | GP Sven Nys, Baal           | CJ   | Leonie Bentveld | Katherine Sarkisov | Katerina Hladiková | Leonie Bentveld   |
| 5 januari 2022   | Herentals Crosst, Herentals | CJ   | Leonie Bentveld | Mirre Knaven       | Julia Kopecký      | Leonie Bentveld   |
| 6 februari 2022  | Krawatencross, Lille        | CJ   | Zoe Bäckstedt   | Xaydée Van Sinaey  | Fleur Moors        | Leonie Bentveld   |

### Eindstand
| Legenda | Legenda | Legenda | Legenda          | Legenda            | Legenda         | Legenda              |
| ------- | ------- | ------- | ---------------- | ------------------ | --------------- | -------------------- |
| 1e plek | 2e plek | 3e plek | binnen 5 minuten | op meer dan 5 min. | niet uitgereden | – (niet deelgenomen) |

| Pos. | Renster            | LOE | BAA | HER | LIL | Tijd     |
| ---- | ------------------ | --- | --- | --- | --- | -------- |
| 1    | Leonie Bentveld    | 1   | 1   | 1   | –   | 2u37'29" |
| 2    | Ava Holmgren       | 6   | 5   | 4   | –   | + 5'05"  |
| 3    | Katherine Sarkisov | 9   | 2   | 7   | –   | + 5'45"  |
| 4    | Mirre Knaven       | 3   | 2   | –   | –   | + 6'38"  |
| 5    | Isabella Holmgren  | 13  | 6   | 5   | –   | + 7'14"  |
| 6    | Julia Kopecký      | 4   | –   | 3   | –   | + 7'39"  |
| 7    | Katerina Hladiková | 5   | 3   | –   | –   | + 8'01"  |
| 8    | Mia Aseltine       | 10  | 11  | 8   | –   | + 9'25"  |
| 9    | Barbora Jerabkova  | 7   | 7   | –   | –   | + 9'44"  |
| 10   | Vanda Dlasková     | 2   | 9   | –   | –   | + 10'11" |
| 11   | Zoe Bäckstedt      | –   | –   | –   | 1   | + 10'25" |
| 12   | Samantha Scott     | 12  | 8   | –   | –   | + 10'53" |
| 13   | keira Bond         | 18  | 10  | 9   | –   | + 11'00" |
| 14   | Alma Johansson     | 16  | –   | 6   | –   | + 11'07" |
| 15   | Xaydée Van Sinaey  | –   | –   | –   | 2   | + 11'22" |
|      |                    |     |     |     |     |          |
| 18   | Fleur Moors        | –   | DNF | –   | 3   | + 12'06" |

| Pos. | Prijzengeld |
| ---- | ----------- |
| 1.   | € 500       |
| 2.   | € 250       |
| 3.   | € 150       |
| 4.   | € 100       |
| 5.   | € 100       |
| Tot. | € 1.100     |